# Landtagswahl in Mecklenburg-Vorpommern 2002
- PDS: 13
- SPD: 33
- CDU: 25

- Regierung: 46
- Opposition: 25

Die Landtagswahl in Mecklenburg-Vorpommern 2002 war die vierte Wahl des Landtags seit der Wiederbegründung des Landes Mecklenburg-Vorpommern. Sie fand am 22. September 2002, zeitgleich mit der Bundestagswahl statt. Die SPD wurde mit deutlichen Gewinnen wieder stärkste Partei. Die PDS, die seit 1998 in der bundesweit ersten rot-roten Koalition regierte, verlor stark. Die SPD-PDS-Regierung unter Harald Ringstorff wurde jedoch fortgeführt (Kabinett Ringstorff II). Die CDU konnte nur leichte Gewinne erzielen. Alle anderen Parteien scheiterten erneut an der Fünf-Prozent-Hürde.

## Wahlverfahren
Die vierte Landtagswahl in Mecklenburg-Vorpommern wurde auf Grundlage der Verfassung vom 23. Mai 1993 und des Landeswahlgesetzes für das Land Mecklenburg-Vorpommern vom 14. Dezember 1993 durchgeführt. Das Wahlverfahren sah jeweils eine Erst- und Zweitstimme vor, über die Verteilung der 71 Mandate entschied allein der Anteil der Zweitstimmen, berechnet wurde er durch das Hare/Niemeyer-Verfahren. Es galt die Fünf-Prozent-Hürde sowie eine Grundmandatsklausel bei drei gewonnenen Direktmandaten. Die Legislaturperiode betrug vier Jahre.

## Ausgangssituation
Zur Wahl stellte sich die rot-rote Koalition unter dem sozialdemokratischen Ministerpräsidenten Harald Ringstorff. Diese erste Regierung unter Beteiligung der SED-Nachfolgepartei PDS in Deutschland hatte bundesweit heftige Diskussionen hervorgerufen. Kritiker sprachen von einem „Tabubruch“ oder von einem „Sündenfall“, andere von einer „Normalisierung“ im Umgang mit einer demokratisch gewählten Partei, die fast ein Viertel der Stimmen erhalten hatte. Bei der Wahl Ringstorffs zum Ministerpräsidenten versagten ihm acht Abgeordnete aus dem eigenen Lager die Stimme, was als deutliches Indiz für den Widerwillen in Teilen der eigenen Partei gegen die Zusammenarbeit mit der postkommunistischen PDS gewertet wurde.
Wirtschaftlich war Mecklenburg-Vorpommern während der dritten Legislaturperiode nicht vorangekommen. Die Arbeitslosenquote lag noch immer bei 20 %, das Bruttoinlandsprodukt sank seit 1999 kontinuierlich und verschiedene Versuche, industrielle Großprojekte wie die Ansiedlung von Airbus in Rostock waren gescheitert.
Bereits seit der Landtagswahl 1994 waren nur drei Parteien im Schweriner Landtag vertreten, die CDU war seit 1998 – zuvor die PDS von 1994 bis 1998 – die einzige Oppositionspartei. Sowohl die FDP als auch Bündnis 90/Die Grünen sowie die rechtsextremen Parteien waren bei der letzten Wahl an der Sperrklausel gescheitert.

## Wahlkampf
Spitzenkandidaten für die Landtagswahl 2002 waren Ministerpräsident Harald Ringstorff für die SPD sowie die beiden Fraktionsvorsitzenden im Schweriner Landtag, Eckhardt Rehberg für die CDU und Angelika Gramkow für die PDS.
Die Landtagswahl 2002 wurde, wie schon 1994 und 1998, stark von der am selben Tag stattfindenden Bundestagswahl beeinflusst. Wie in den Umfragen für die Bundestagswahl hatte die CDU bei Wahlumfragen auch auf Landesebene bis wenige Wochen vor der Wahl noch, teilweise deutlich, vor der SPD gelegen. Im Bund wie im Land drehte sich die Stimmung jedoch kurz vor der Wahl zugunsten der SPD. Bundespolitische Themen, die mit der Landespolitik im Grunde nichts zu tun hatten, führten zu einem Popularitätsschub für die Bundesregierung unter Gerhard Schröder. So überlagerte teilweise die Bekämpfung der Elbeflut oder die Ablehnung von Bundeswehreinsätzen im Irak den Landtagswahlkampf.

## Ergebnis

Gewonnene Direktmandate nach Parteien in den Wahlkreisen (Erststimmen). Die SPD gewann 24 Wahlkreise, die CDU 12.

Die Strategie Ringstorffs, die PDS im Alltagsgeschäft des Regierens „entzaubern“ zu wollen, ging auf, die PDS verlor acht Prozentpunkte und war die klare Verliererin der Wahl. Die CDU, die in den Anfangsjahren nach der Wende die politische Landschaft des Landes Mecklenburg-Vorpommern bestimmt hatte und von 1990 bis 1998 den Ministerpräsidenten gestellt hatte, konnte nur leicht hinzugewinnen. Die FDP konnte ihr schlechtes Ergebnis von 1998 zwar fast verdreifachen, scheiterte mit 4,7 Prozent aber knapp an der Fünf-Prozent-Hürde und blieb damit zum dritten Mal hintereinander außerhalb des Parlaments. Bündnis 90/Die Grünen, die bundesweit 1,9 Prozentpunkte hinzugewannen, konnten bei der Landtagswahl dagegen nicht vom Bundestrend profitieren. Das Landesergebnis für die Bundestagswahl lag zwar mit 3,5 Prozent über dem von 1998, für den Landtag erhielten sie jedoch nur 2,6 Prozent, was sogar noch knapp unter dem Ergebnis von 1998 lag. Die rechtsextremen Parteien spielten keine Rolle (NPD 0,8 Prozent, Republikaner 0,3 Prozent), die rechtspopulistische Schill-Partei erzielte aber mit 1,7 Prozent einen Achtungserfolg.
Damit festigte die Wahl 2002 das seit 1994 bestehende Dreiparteiensystem in Mecklenburg-Vorpommern, wobei die SPD nun unangefochten die führende politische Kraft war. Die SPD errang 33 Mandate (ein Zuwachs von sechs Sitzen), die CDU 25 (+1) und die PDS 13 (-7).
Die Wahlbeteiligung sank zwar von 79,4 Prozent auf 70,6 Prozent, blieb aber dank der Zusammenlegung von Bundestags- und Landtagswahl auf einem relativ hohen Niveau.
| Partei            | Partei                                      | Kurzform          | Erststimmen | Erststimmen | Erststimmen | Zweitstimmen | Zweitstimmen | Zweitstimmen | Sitze        | Sitze | Sitze  | Sitze |
| Partei            | Partei                                      | Kurzform          | Anzahl      | %           | +/−         | Anzahl       | %            | +/−          | Wahl- kreise | Liste | Gesamt | +/−   |
| ----------------- | ------------------------------------------- | ----------------- | ----------- | ----------- | ----------- | ------------ | ------------ | ------------ | ------------ | ----- | ------ | ----- |
|                   | Sozialdemokratische Partei Deutschlands     | SPD               | 388.054     | 40,2        | ▲ 3,6       | 394.118      | 40,6         | ▲ 6,3        | 24           | 9     | 33     | ▲ 6   |
|                   | Christlich Demokratische Union Deutschlands | CDU               | 316.511     | 32,8        | ▲ 0,5       | 304.125      | 31,4         | ▲ 1,1        | 12           | 13    | 25     | ▲ 1   |
|                   | Partei des Demokratischen Sozialismus       | PDS               | 173.330     | 17,9        | ▼ 7,5       | 159.065      | 16,4         | ▼ 8,0        | —            | 13    | 13     | ▼ 7   |
|                   | Freie Demokratische Partei                  | FDP               | 51.851      | 5,4         | ▲ 3,5       | 45.676       | 4,7          | ▲ 3,1        | —            | —     | —      | —     |
|                   | Bündnis 90/Die Grünen                       | Grüne             | 16.986      | 1,8         | ▼ 0,4       | 25.402       | 2,6          | ▼ 0,1        | —            | —     | —      | —     |
|                   | Partei Rechtsstaatlicher Offensive          | Schill            | 9.543       | 1,0         | neu         | 16.483       | 1,7          | neu          | —            | —     | —      | —     |
|                   | Nationaldemokratische Partei Deutschlands   | NPD               | 2.877       | 0,3         | ▲ 0,2       | 7.718        | 0,8          | ▼ 0,3        | —            | —     | —      | —     |
|                   | Spaßpartei für Deutschland                  | SPASSPARTEI       | 951         | 0,1         | neu         | 6.517        | 0,7          | neu          | —            | —     | —      | —     |
|                   | Bürgerpartei MV                             | BMV               | —           | —           | —           | 2.930        | 0,3          | neu          | —            | —     | —      | —     |
|                   | Die Republikaner                            | REP               | —           | —           | ▼ 0,4       | 2.442        | 0,3          | ▼ 0,3        | —            | —     | —      | —     |
|                   | Die Grauen – Graue Panther                  | GRAUE             | 551         | 0,1         | ▼ 0,0       | 2.129        | 0,2          | ▼ 0,0        | —            | —     | —      | —     |
|                   | Volkspartei Mecklenburg-Vorpommern          | V.P.M.V.          | 534         | 0,1         | neu         | 1.585        | 0,2          | neu          | —            | —     | —      | —     |
|                   | Partei Bibeltreuer Christen                 | PBC               | —           | —           | ▼ 0,0       | 1.312        | 0,1          | ▲ 0,0        | —            | —     | —      | —     |
|                   | Sozialliberale Partei                       | SLP               | 532         | 0,1         | neu         | 529          | 0,1          | neu          | —            | —     | —      | —     |
|                   | Einzelbewerber                              | Einzelbewerber    | 3.916       | 0,4         | ▼ 0,1       | —            | —            | —            | —            | —     | —      | —     |
| Gesamt            | Gesamt                                      | Gesamt            | 965.636     | 100,0       |             | 970.031      | 100,0        |              | 36           | 35    | 71     |       |
|                   |                                             |                   |             |             |             |              |              |              |              |       |        |       |
| Gültige Stimmen   | Gültige Stimmen                             | Gültige Stimmen   | 965.636     | 97,2        | ▲ 0,9       | 970.031      | 97,6         | ▲ 0,4        | —            | —     | —      | —     |
| Ungültige Stimmen | Ungültige Stimmen                           | Ungültige Stimmen | 28.186      | 2,8         | ▼ 0,9       | 23.791       | 2,4          | ▼ 0,4        | —            | —     | —      | —     |
| Wahlbeteiligung   | Wahlbeteiligung                             | Wahlbeteiligung   | 993.822     | 70,6        | ▼ 8,9       | 993.822      | 70,6         | ▼ 8,9        | —            | —     | —      | —     |
| Wahlberechtigte   | Wahlberechtigte                             | Wahlberechtigte   | 1.408.355   | 1.408.355   | 1.408.355   | 1.408.355    | 1.408.355    | 1.408.355    |              |       |        |       |

## Regierungsbildung

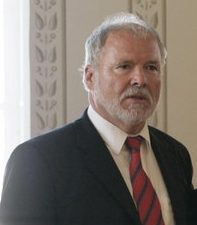
Harald Ringstorff (2007)

Die SPD setzte die rot-rote Koalition mit der PDS fort. Ungeachtet der Kräfteverschiebungen behielt die PDS ihre drei Ministerposten (Umwelt, Arbeit/Bau und Soziales), es kam lediglich zu einigen personellen Änderungen.